# Okręgowe rozgrywki w piłce nożnej woj. warmińsko-mazurskiego (2017/2018)
Okręgowe rozgrywki w piłce nożnej województwa warmińsko-mazurskiego prowadzone są przez Warmińsko-Mazurski Związek Piłki Nożnej, rozgrywane są na czterech poziomach ligowych z podziałem na grupy. 
Drużyny z województwa warmińsko-mazurskiego występujące w ligach centralnych i makroregionalnych:
- Ekstraklasa - brak
- I liga - Stomil Olsztyn
- II liga - Olimpia Elbląg
- III liga - Huragan Morąg,  MKS Ełk, Sokół Ostróda, Finishparkiet Nowe Miasto Lubawskie, GKS Wikielec

Rozgrywki okręgowe
- IV Liga (V poziom rozgrywkowy)
- Klasa Okręgowa - 2 grupy (VI poziom rozgrywkowy)
- Klasa A - 4 grupy (VII poziom rozgrywkowy)
- Klasa B - 4 grupy (VIII poziom rozgrywkowy)

## IV liga
| Lp. | Drużyna               | M  | Z  | R  | P  | Bramki | Bramki | Różn. | Pkt | Uwagi                     |
| --- | --------------------- | -- | -- | -- | -- | ------ | ------ | ----- | --- | ------------------------- |
| 1   | Znicz Biała Piska (A) | 30 | 26 | 3  | 1  | 95     | 16     | +79   | 81  | Awans do III ligi         |
| 2   | Unia Susz             | 30 | 15 | 7  | 8  | 68     | 38     | +30   | 52  |                           |
| 3   | Concordia Elbląg      | 30 | 14 | 9  | 7  | 52     | 37     | +15   | 51  |                           |
| 4   | Mamry Giżycko         | 30 | 14 | 8  | 8  | 59     | 39     | +20   | 50  |                           |
| 5   | Tęcza Biskupiec       | 30 | 13 | 7  | 10 | 60     | 44     | +16   | 46  |                           |
| 6   | Rominta Gołdap        | 30 | 13 | 6  | 11 | 49     | 55     | −6    | 45  |                           |
| 7   | Mrągowia Mrągowo      | 30 | 11 | 11 | 8  | 46     | 35     | +11   | 44  |                           |
| 8   | Tęcza Miłomłyn        | 30 | 12 | 5  | 13 | 38     | 49     | −11   | 41  |                           |
| 9   | Motor Lubawa          | 30 | 11 | 8  | 11 | 45     | 36     | +9    | 41  |                           |
| 10  | Granica Kętrzyn       | 30 | 12 | 4  | 14 | 49     | 58     | −9    | 40  |                           |
| 11  | Zatoka Braniewo (B)   | 30 | 11 | 7  | 12 | 49     | 59     | −10   | 40  |                           |
| 12  | MKS Korsze (B)        | 30 | 12 | 2  | 16 | 58     | 65     | −7    | 38  |                           |
| 13  | Błękitni Pasym (S)    | 30 | 10 | 5  | 15 | 55     | 72     | −17   | 35  | Spadek do klasy okręgowej |
| 14  | Pisa Barczewo (S)     | 30 | 8  | 5  | 17 | 35     | 64     | −29   | 29  | Spadek do klasy okręgowej |
| 15  | Orlęta Reszel (S)     | 30 | 7  | 5  | 18 | 30     | 63     | −33   | 26  | Spadek do klasy okręgowej |
| 16  | Błękitni Orneta (S)   | 30 | 4  | 2  | 24 | 26     | 84     | −58   | 14  | Spadek do klasy okręgowej |

## Baraże o IV ligę
- Zatoka Braniewo  - LKS Różnowo 0:0/3:2
- MKS  Korsze - Olimpia Olsztynek 6:1/4:3

## Klasa okręgowa

### grupa I
- awans: Czarni Olecko
- spadek: Żagiel Piecki, Mazur Pisz, Granica Bezledy, Jurand Barciany

### grupa II
- awans: Jeziorak Iława
- spadek: Polonia Iłowo, Czarni Rudzienice, Osa Ząbrowo, Fortuna Gągławki

## Baraże o klasę okręgową

### Wstępne
- Czarni Rudzienice - DKS Dobre Miasto 0:2
- Radomniak Radomno - Żagiel Piecki 6:2

### Główne
- Mazur Pisz - Polonia Lidzbark Warmiński 2:1/0:7
- Polonia Iłowo - Gmina Kozłowo 0:1/1:3
- Żagiel Piecki - Pojezierze Prostki 1:1/1:2
- DKS Dobre Miasto - KS Tyrowo 5:0/5:0

## Klasa A
- grupa I:
  - awans: Mazur Wydminy, Pojezierze Prostki
  - spadek: Pogoń Banie Mazurskie
- grupa II:
  - awans: Polonia Markusy
  - spadek: Wałsza Pieniężno
- grupa III:
  - awans: Dajtki Olsztyn, Polonia Lidzbark Warmiński
  - spadek: Leśnik Nowe Ramuki, GKS Gietrzwałd-Unieszewo, Warmiak Łukta
- grupa IV:
  - awans: Start Nidzica, Gmina Kozłowo
  - spadek: Wicher Gwiździny, Avista Łążyn

## Baraże o klasę A

### 1/2 finału
- Leśnik Nowe Ramuki - LZS Mszanowo 0:2
- Jastrząb Ględy - Reduta Bisztynek 2:1

### Finał
Leśnik Nowe Ramuki - Reduta Bisztynek 1:2

## Klasa B
- grupa I - awans: Tęcza II Biskupiec, Orzeł Czerwonka
- grupa II - awans: Pomowiec Gronowo Elbląskie, Zalew Frombork
- grupa III -awans: GKS Szczytno, Wałpusza 07 Jesionowiec
- grupa IV - awans: LZS OHI Frednowy, Jordan Kazanice

## Wycofania z rozgrywek
Pogoń Ryn, SKF Kunki, LZS Świątki-Skolity, Tempo II Ramsowo/Wipsowo, Start Kozłowo, Tytan Łankiejmy, Fabryka Żabi Róg, LZS Mszanowo

## Nowe zespoły
Szansa Reszel, LZS Fijewo, Dajtki II Olsztyn, Wel Bratian